# Invasion des îles Kouriles
Guerre soviéto-japonaise
Batailles
Batailles et opérations de la guerre du Pacifique

Japon :
- Raid de Doolittle
- Bombardements stratégiques sur le Japon (Tokyo
- Yokosuka
- Kure
- Hiroshima et Nagasaki)
- Raids aériens japonais des îles Mariannes
- Campagne des archipels Ogasawara et Ryūkyū
- Opération Famine
- Bombardements navals alliés sur le Japon
- Baie de Sagami
- Invasion de Sakhaline
- Invasion des îles Kouriles
- Opération Downfall
- Reddition du Japon

Pacifique central :
- Pearl Harbor
- Guam (1941)
- Wake
- Raid sur les îles Gilbert et Marshall
- Opération K
- Midway
- Opération RY
- Campagne des îles Gilbert et Marshall
- Campagne des îles Mariannes et Palaos
- Campagne des archipels Ogasawara et Ryūkyū
- Opération Inmate

Pacifique du sud-ouest :
- Nauru
- Invasion des Philippines (1941-42)
- Invasion des Indes orientales néerlandaises
- Opérations de l'Axe dans les eaux australiennes
- Raids aériens japonais sur l'Australie (1942-43)
- Opération Ke
- Campagne des îles Salomon
- Campagne de Nouvelle-Guinée
- Campagne des Philippines
- Campagne de Bornéo (1945)

Asie du sud-est :
- Invasion de l'Indochine (1940)
- Océan Indien (1940-45)
- Guerre franco-thaïlandaise
- Invasion de la Thaïlande
- Campagne de Malaisie
- Hong Kong
- Singapour
- Campagne de Birmanie
- Opération Kita
- Indochine (1945)
- Détroit de Malacca
- Opération Jurist
- Opération Tiderace
- Opération Zipper
- Bombardements stratégiques (1944-45)

Guerre sino-japonaise
Front d'Europe de l’Ouest
Front d'Europe de l’Est
Bataille de l'Atlantique
Campagnes d'Afrique, du Moyen-Orient et de Méditerranée
Théâtre américain
L'invasion des îles Kouriles est une opération amphibie lancée par l'Armée rouge à partir du 18 août 1945 dans le cadre de la guerre soviéto-japonaise et qui se termina le 2 septembre 1945 par l'occupation de l'archipel.

## Contexte

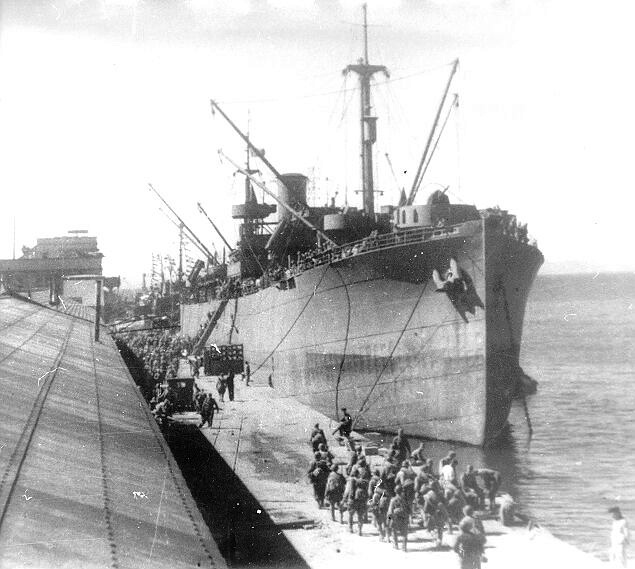
Soldats soviétiques embarquant pour les Kouriles.

Le 8 août 1945, Joseph Staline décide enfin de déclarer la guerre à l'empire du Japon juste après que celui-ci a été frappé par la première attaque nucléaire américaine, qui a anéanti Hiroshima le 6 août. L'armée japonaise recule dans le Pacifique face aux Américains. Les Alliés n'ayant pas clairement fixé la zone d'occupation russe du Japon, Staline souhaite s'emparer de Hokkaidō, l'une des îles principales du Japon.

## Ordre de bataille
En août 1945, l'armée japonaise disposait de 22 000 hommes et de 70 chars sur les îles Kouriles.
L'armée soviétique disposait de deux chalutiers, de détachements de troupes et d'une division entière de fusiliers.

## Déroulement

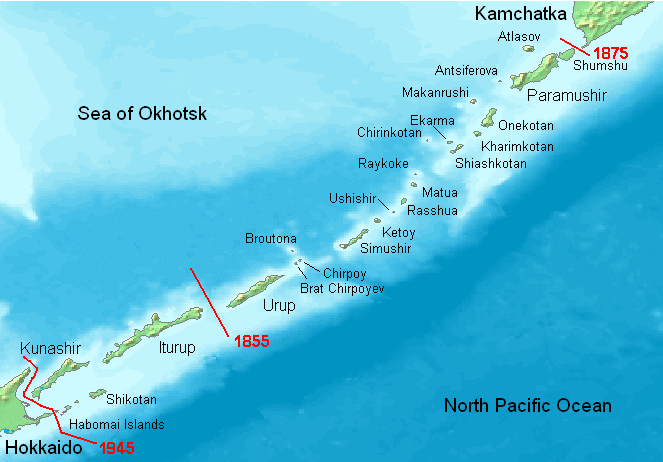
Carte des îles Kouriles avec les frontières successives en 1855, 1875 et depuis 1945.

Des troupes d'infanterie de marine soviétiques, rattachées à la flotte du Pacifique, traversent le 18 août au petit matin le détroit séparant le Kamtchatka de l'île de Choumchou sur des chalands LCI fournis par les Américains. Le même jour, le haut-commandement japonais donne l'ordre aux garnisons de l'archipel de capituler, à effet du lendemain. Le 23 août, la garnison de Choumchou qui avait d’abord refusé d'exécuter cet ordre au nom du Bushido, se rend à son tour.
Le 28 août, un autre débarquement a lieu dans la baie Hubetsu sur l'île Itouroup. Ainsi, entre le 22 août et le 1er septembre, les Soviétiques prennent le contrôle du reste de l'ensemble des îles sans avoir besoin de combattre.
Dans l'ensemble, la conquête des Kouriles par les forces soviétiques s'est toutefois effectuée au prix de quelques pertes, malgré l'absence de visibilité sur les objectifs de l'opération et donc du délai qui en découlait : elle a fait 1 567 morts chez les Soviétiques et 1 018 chez les Japonais.

## Conséquences
La population japonaise (environ 17 300 personnes) des Kouriles est déportée en Union soviétique au cours de l'année qui suit la fin de la guerre mondiale. De nombreux civils et tous les soldats sont envoyés dans des camps au Kazakhstan et en Ouzbékistan où les survivants sont considérés comme des « Coréens de Russie » et établis à demeure, sans possibilité de retour au Japon ou dans leur île.
En février 1946, Staline déclare que les Kouriles font désormais partie du territoire de l'Union soviétique, rendant ainsi caduc de fait le traité russo-japonais de 1875. Le Japon sous occupation américaine n’a pas encore la capacité de contester cette annexion.
Il n'y a pas eu de traité de paix entre l’Union soviétique et le Japon à la suite de la Seconde Guerre mondiale : bien que le Japon ait renoncé à tous ses droits sur les îles Kouriles par le traité de San Francisco, l’Union soviétique (de même que la Chine d’ailleurs) a refusé de signer ce traité nippon-américain qui mettait fin à la période d’occupation américaine et restaurait l’administration japonaise sur son territoire d’avant décembre 1941.

## Évacuation
L'évacuation des civils a commencé dès la menace connue de l'invasion soviétique, en août 1945.
Simultanément, la Corée et la Mandchourie étaient également évacuées par des civils japonais fuyant l'Armée rouge.

## Prisonniers
Les civils allemands, ukrainiens, polonais ainsi que les Russes blancs qui étaient présents sur les îles furent arrêtés par l'Armée rouge. Ils furent accusés de haute trahison et de collaboration avec une puissance ennemie. Certains furent envoyés au goulag en Sibérie orientale, tandis que d'autres furent tout simplement exécutés.